# Palacio de los Garcés de Marcilla
El palacio de los Garcés de Marcilla es un palacio situado en la localidad guadalajareña de Molina de Aragón (España). Fue construido por Fernando Garcés de Marcilla, originario de Albarracín. Para su construcción se aprovechó un lienzo de la muralla y tiene un torreón integrado en el edificio. Sobre su portada se observa un escudo que data de la primera mitad del siglo XVII.
Se trata de la sede de la Sociedad Casino de la Amistad y de un negocio de hostelería.